# Assaoufoué
Assaoufoué est une petite localité du département de Bongouanou en Côte d'Ivoire. Une équipe de basket-ball qui évolue en 1re division nationale porte son nom.